# Rock of Ages (álbum)
| Críticas profissionais | Críticas profissionais |
| Avaliações da crítica  | Avaliações da crítica  |
| Fonte                  | Avaliação              |
| ---------------------- | ---------------------- |
| allmusic               | 4 de 5 estrelas.       |
| Robert Christgau       | B                      |

Rock of Ages: The Band in Concert é o primeiro álbum ao vivo do grupo de rock The Band. Foi gravado durante uma série de shows no Academy of Music de Nova York entre 28 e 31 de dezembro de 1971. Em 2001 foi lançada uma edição deluxe com um disco contendo musicas tocadas por Bob Dylan em parceria com The Band. Em 2013, a integra da apresentação no Academy foi lançado em um box set com 04 cds. O Box contém o disco duplo de 2001, acompanhado de outros dois discos com as musicas tocadas naquela data. 

## Faixas
1. "Introduction"
2. "Don't Do It"
3. "King Harvest (Has Surely Come)"
4. "Caledonia Mission"
5. "Get Up Jake"
6. "The W. S. Walcott Medicine Show"
7. "Stage Fright"
8. "The Night They Drove Old Dixie Down"
9. "Across The Great Divide"
10. "This Wheel's On Fire"
11. "Rag Mama Rag"
12. "The Weight"
13. "The Shape I'm In"
14. "The Unfaithful Servant"
15. "Life Is a Carnival"
16. "The Genetic Method"
17. "Chest Fever"
18. "(I Don't Want To) Hang Up My Rock and Roll Shoes"

## Créditos
- Rick Danko – baixo, violino, vocais
- Levon Helm – bateria, bandolim, vocais
- Garth Hudson – órgão, piano, acordeão, saxofone tenor e soprano
- Richard Manuel – piano, órgão, clavinete, bateria, vocais
- Robbie Robertson – guitarra, vocais
- Allen Toussaint - arranjo de metais
- Howard Johnson - tuba, eufônio, saxofone barítono
- Snooky Young - trompete, fliscorne
- Joe Farrell - saxofone tenor e barítono, corne inglês
- Earl McIntyre - trombone
- J. D. Parron - saxophone alto e clarinete
- Bob Dylan - guitarra, vocais (Relançamento de 2001, Disco 2, faixas 7 a 10)
- Phil Ramone - engenheiro-de-som
- Mark Harman - engenheiro-de-som